# 10834 Zembsch-Schreve
10834 Zembsch-Schreve (1993 VU5) là một tiểu hành tinh vành đai chính được phát hiện ngày 8 tháng 11 năm 1993 bởi Spacewatch ở Kitt Peak. Nó được đặt tên cho Guido Zembsch-Schreve.